# Super Petri solio
Super Petri solio (česky Na Petrově stolci) byla papežská bula papeže Bonifáce VIII.
Tato bula byla výsledkem pokračujícího mocenského boje mezi francouzským králem Filipem IV. Sličným a papežem Bonifácem VIII. Jejím obsahem bylo zpřísnění klatby nad Francií (tzv. aggravace) a výzva k povstání francouzských poddaných vůči svému králi pod pohrůžkou vyobcování z církve. Měla vyjít 8. září 1303 na svátek Narození Panny Marie. Filipův rádce Vilém Nogaret však 7. září provedl s římským patriciem Sciarrim Colonnou a několika stovkami ozbrojenců útok na papežské sídlo v Anagni, kde papeže zajal. Tomu se sice nakonec podařilo uniknout, ale po pěti týdnech zemřel a bula nebyla nikdy vydána.